# Longue Vue House and Gardens
El Longue Vue House and Gardens también conocido como Longue Vue es un jardín botánico y mansión que están incluidos en el National Register of Historic Places con una extensión de 8 acres, que se encuentran en Nueva Orleans, Luisiana. 
De administración privada. 
El código de identificación del Longue Vue House and Gardens como miembro del "Botanic Gardens Conservation International" (BGCI), así como las siglas de su herbario es LVGH.

## Historia
Este era el hogar del Sr. y la señora Edgar Bloom Stern la casa actual es de hecho la segunda. La casa y los jardines originales comenzaron en 1924. El arquitecto de paisaje Ellen Biddle Shipman comenzó a trabajar en 1934 con los Stern en el diseño de sus jardines.
Con el trabajo de diseño de los jardines los Stern se dieron cuenta de que la ubicación de la casa interfería con el trazado de los jardines y para darle a estos un mayor realce decidieron de trasladar la casa original siendo erigida de nuevo en su lugar actual en 1939. Esta casa nueva fue diseñada por los arquitectos William y Geoffrey Platt cuyo padre, Charles Platt, era mentor de Shipman. 
Las cuatro fachadas de la casa tienen cuatro apariencias  diferenciadas y fuera en cada uno de los cuatro costados hay un jardín diferente. Tiene 20 habitaciones en tres plantas, con los muebles y decoraciones originales.

## Colecciones
Entre sus colecciones destacan: 
- Plantas nativas de Luisiana, entre los que destacan los iris de Luisiana.
- Colección de camelias.
- Colección de azaleas y cyclamen.
- Plantas bulbosas, narcissus, tulipanes.
- Jardín de hierbas silvestres.
- Rosaleda
- Plantas tropicales, Asclepias tuberosa, caladium, Callicarpa americana, Canna, Chionathus retusus, chrysanthemum, crape myrtle, delphinium, Ficus carica, Gossypium, hydrangea, Koelreuteria bipinnata,  Lycoris aurea,  Passiflora incarnata, Phytolacca americana, poinsettia, Stigmaphyllon ciliatum,  vitex, y Zingiber Zerumbet.

## Curiosidades
La mansión de estilo neoclásico y sus jardines se incluyeron en el listado del National Register of Historic Places en 1991, y en el 2005 fueron declarados como hito histórico nacional («National Historic Landmark»).
Todo el conjunto fue muy dañado por el huracán Katrina, Longue Vue ha abierto de nuevo al público, gracias al trabajo del personal y de los voluntarios de todo el país que ayudaron desinteresadamente en la recuperación de los jardines.

## Localización
Longue Vue House & Gardens, 7 Bamboo Road, Nueva Orleans, Luisiana, en los  Estados Unidos. 
- Teléfono: 1 504 488 5488

Se encuentra abierto diariamente y se cobra una tarifa de entrada.